# 旧国立美術館 (ベルリン)
旧国立美術館（きゅうこくりつびじゅつかん、独: Alte Nationalgalerie）は、ドイツ、ベルリンのムゼウムスインゼル（博物館島）にある美術館。ベルリン国立博物館群を構成する美術館の一つで、ドイツのナショナル・ギャラリーを構成する一部でもあり、古典主義、ロマン主義、ビーダーマイヤー様式、印象派、初期モダニズムの絵画を所蔵している。1999年には博物館島のその他の歴史的建造物とともに、ユネスコの世界遺産に登録された。

## 歴史

### 創設
旧国立美術館の創設計画は1815年から開始されている。1830年代にこの計画は盛り上がりを見せたが、具体的な建築計画になるまでにはいたらなかった。1841年に最初の具体的な計画が作成されたにも関わらず、しばらくは本格的に着工されることはなかった。その後銀行家のヨハン・ハインリヒ・ワグネルからドイツ人画家や諸外国の画家の絵画262点が寄贈されたことを契機に、1861年に旧国立美術館の設立が決定された。これらワグネルが寄付した絵画は、現在でもコレクションの中核をなすものとなっている。このコレクションは当初 Wagenersche und Nationalgalerie と呼ばれ、ベルリン芸術アカデミーに収蔵された。現在の建物はアプスを持つローマ様式の寺院を模して設計されている。

### 建築

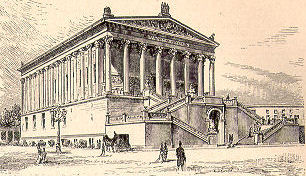
1891年に描かれた旧国立美術館のスケッチ

プロイセン王フリードリヒ・ヴィルヘルム4世が描いた建物のスケッチを基にして、旧博物館の設計も手がけたプロイセンの建築家フリードリヒ・アウグスト・シュテューラーが1863年に設計を開始した。その後2年の間にシュテューラーの設計計画は2回にわたって没にされており、3回目の計画がようやく採用されている。シュテューラーは計画の完成を見ることなく死去し、カール・ブッセが後を引継いで細部を完成させた。1867年に旧国立博物館の建設委員会が結成され、建築家ヨハン・ハイドリヒ・シュトラックの監督で工事が開始された。大まかな外装は1872年に完成、引き続いて内装の工事が行われ、プロイセン王も臨席して迎えた美術館の正式開館は1876年5月22日のことだった。
レンガと鉄で建てられたこの建物は耐火性であると見なされていた。外装と入り口へ向かう階段はザクセン＝アンハルト州のネブラで切り出された砂岩が使用されている。
開館当時のコレクションは小規模なもので、ワグネルが寄贈したコレクションのほかにはドイツ人画家ペーター・フォン・コルネリウス (en:Peter von Cornelius) がプロイセンに残した絵画が展示されている程度だった。その後旧国立博物館はプロイセンの初期芸術品を収集することを目的とするようになった。これは当時のベルリンにプロイセンの芸術コレクションを所蔵する美術館が存在しなかったことが影響している。

### 20世紀
旧国立美術館は、1909年からナチスによって解雇される1933年まで館長職にあったルートヴィヒ・ユスティ (de:Ludwig Justi) のもとで、近現代の作品のコレクションを増大させている。近現代作品のコレクション収集は、後任者のエーベルハルト・ハンフスタエゲル (de:Eberhard_Hanfstaengl) も引き続き実施したが、近現代美術品を無価値な退廃芸術と見なしていたナチスにより、ユスティ同様に館長職にふさわしくないとされて1937年に解雇されてしまう。パウル・オルトヴィン・レーヴは1950年まで館長職にあったが、第二次世界大戦のためにこの時期の旧国立美術館はほとんど閉鎖されていた。旧国立美術館は第二次世界大戦の空襲によって大きな被害を受け、1949年に一部が再開館したが1969年になるまで修復工事が続けられていた。西ベルリンでは、東ベルリン側となった旧国立美術館の建物の代わりとなる新しい国立美術館、新ナショナル・ギャラリーをミース・ファン・デル・ローエの設計により1968年に竣工させている。1998年から2001年にかけて旧国立美術館は大規模な改修が施されている。最上階にいくつかの展示室が新設され、現在はロマン主義の作品が展示されている。

## コレクション

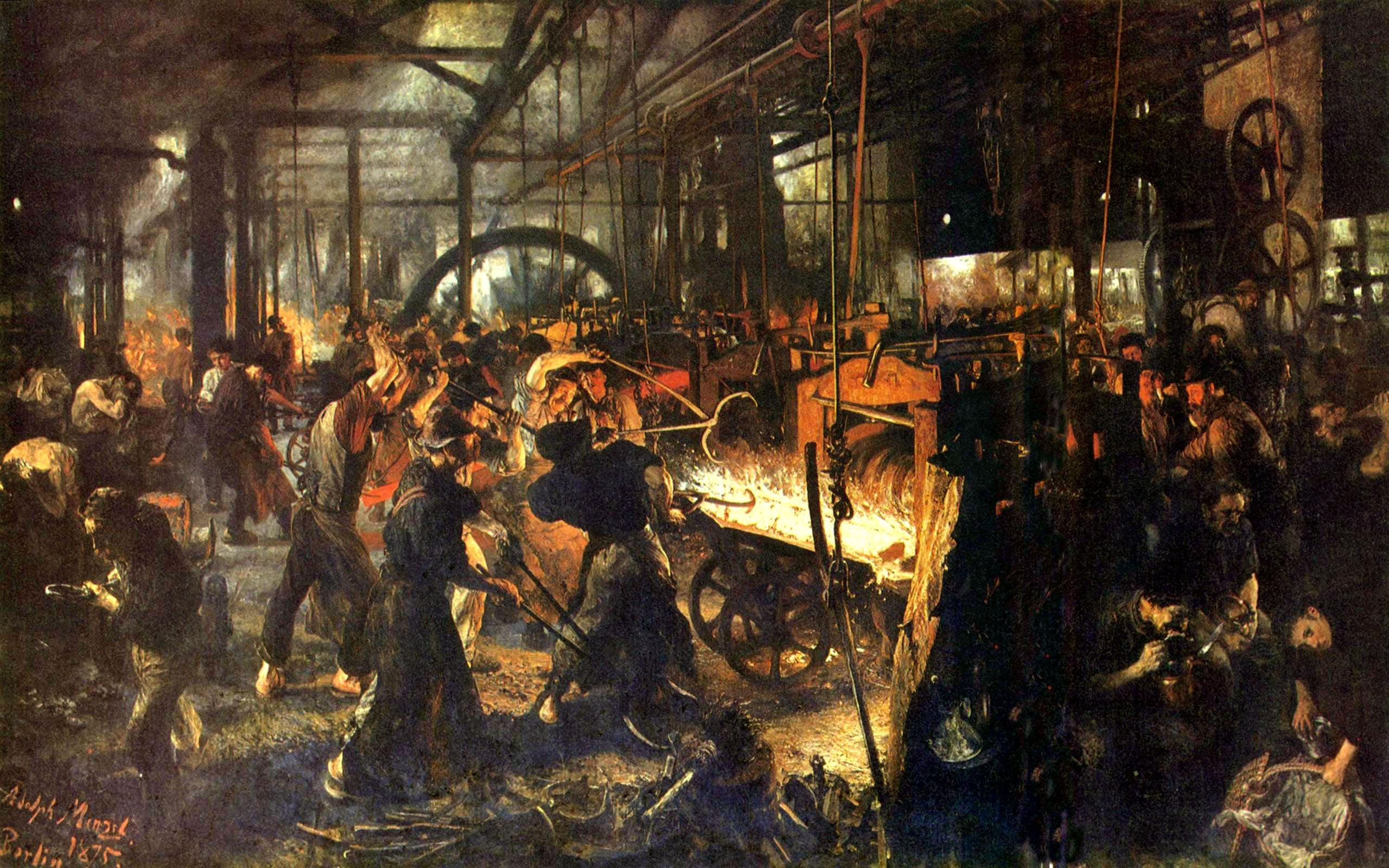
アドルフ・フォン・メンツェル, 『鉄圧延機工場』,1872年 - 1875年

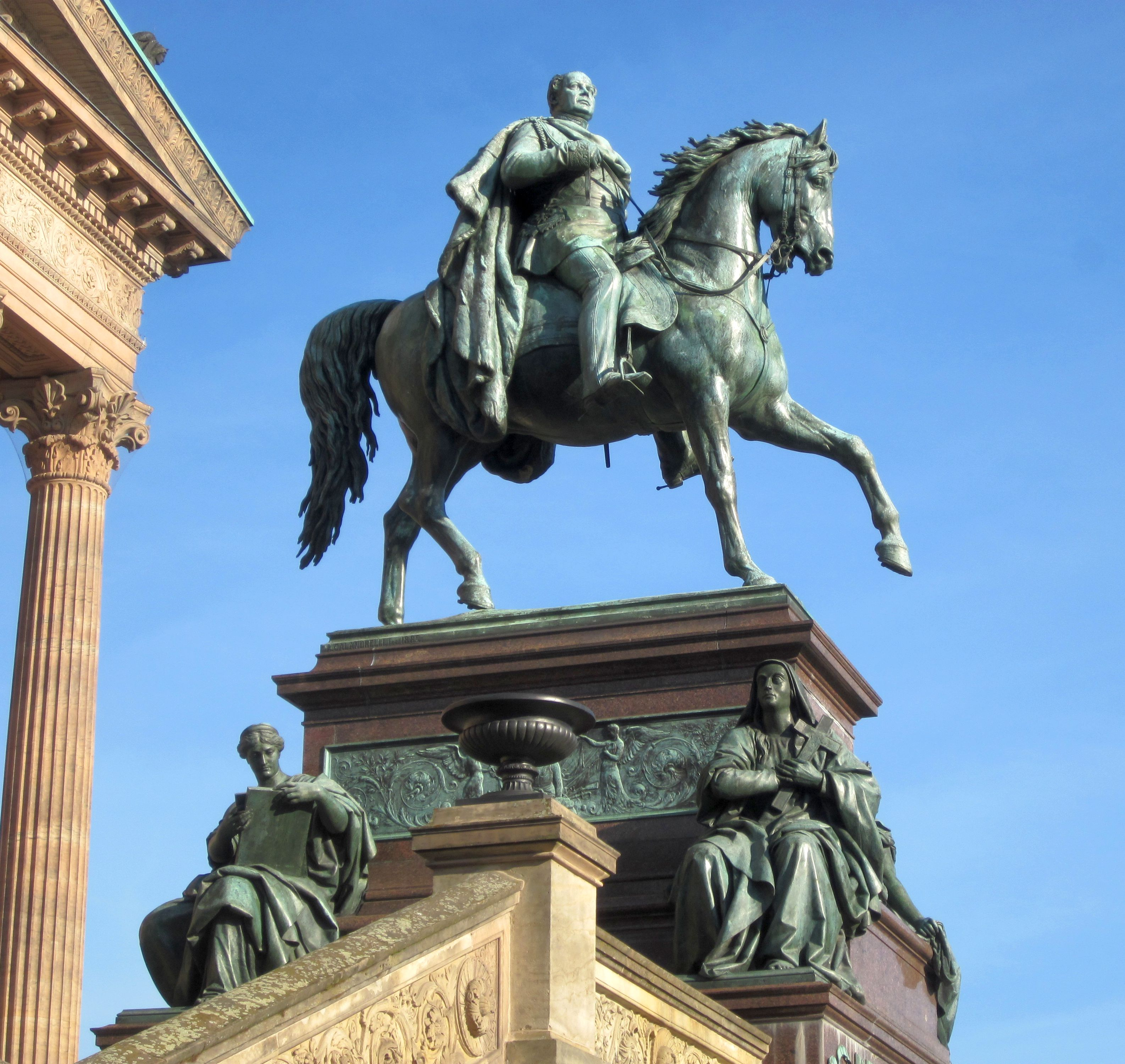
旧国立美術館の正面にあるフリードリヒ・ヴィルヘルム4世騎馬像

旧国立美術館のコレクションは古典主義、カスパー・ダーヴィト・フリードリヒ、カルル・フリードリッヒ・シンケル、カール・ブレッヒェン らドイツロマン主義、ビーダーマイヤー様式、エドゥアール・マネ、クロード・モネらフランス印象派、アドルフ・フォン・メンツェル 、マックス・リーバーマン、ロヴィス・コリント ら現代作家など多岐に渡っている。その中でも重要なコレクションとしては、フリードリヒの『海辺の修道士』、メンツェルの『鉄圧延機工場』、彫刻家ヨハン・ゴットフリート・シャドウの『皇女フリーデリケの像』などがあげられる。旧国立美術館は19世紀の彫刻、絵画の収集数ではドイツ有数の美術館となっている。

## 建物
旧国立美術館は、旧博物館、新博物館、ボーデ博物館、ペルガモン博物館、ベルリン大聖堂、ルストガルテンといった歴史的建築物とともにベルリンのムゼウムスインゼル（博物館島）を構成している。旧国立美術館は博物館島の中央に位置し、ベルリン高速鉄道と西岸のボーデ通りに挟まれている。
旧国立美術館の北にはペルガモン博物館があり、南には新博物館、旧博物館、ベルリン大聖堂がある。フリードリヒ・アウグスト・シュテューラーの設計による建物は、後期古典主義様式と初期新ルネサンス様式が渾然となったデザインになっている。外装は建築当時の面影をよく残しているが、内装はその時々の展示品に合わせて何度も改修されている。